# Andrzej Bulski
Andrzej Bulski (ur. 19 października 1962 w Poznaniu, zm. 1 maja 2007 tamże) – polski dziennikarz i działacz LGBT.
Był pomysłodawcą, redaktorem naczelnym i wydawcą pierwszego w oficjalnej dystrybucji w Polsce miesięcznika dla gejów i lesbijek „Inaczej” (pierwszy numer ukazał się w 1990 roku). Od roku 2002 wydawca miesięcznika dla gejów „On i On”. W roku 2004 wydawca czasopisma społeczno-politycznego „InterHom”. Był prezesem wydawnictwa „Softpress”.
Czasopismo „Inaczej” było wydawane przez 12 lat począwszy od 1990 roku. Według wielu opinii wywarło pozytywny wpływ na samoakceptację gejów i lesbijek w latach 90. W 1990 roku z inicjatywy Andrzeja Bulskiego powstał poznański oddział Stowarzyszenia Grup Lambda, które było pierwszą organizacją tego typu na terenie Poznania. W 2005 roku współtworzy portal dla mniejszości homoseksualnej „Polgej.pl”. Przypisywane jest mu również podejmowanie jednych z pierwszych debat społecznych na temat mniejszości homoseksualnych w Polsce.
W roku 1992 Andrzej Bulski wraz ze swoim partnerem Markiem Piochaczem, oraz współpracownikami z wydawnictwa, Sergiuszem Wróblewskim i Marcinem Krzeszowcem jako pierwsi skontaktowali się z zespołem pracującym pod kierunkiem Lecha Falandysza w kancelarii prezydenta Lecha Wałęsy nad Kartą Praw i Wolności, postulując wpisanie w niej zakazu dyskryminacji ze względu na orientację seksualną. Zapis został dodany, a Lech Falandysz udzielił obszernego wywiadu pismu „Inaczej” (listopad 1993).
Współtworzył poznański klub fantastyki „Nostromo”. 
Pod kierunkiem Andrzeja Bulskiego Wydawnictwo Softpress wydało komentowane w prasie pozycje literatury homoerotycznej:
- 1992: Dyskretne namiętności. Antologia polskiej prozy homoerotycznej Wolfganga Jöhlinga
- 1992: Ból istnienia Marcina Krzeszowieca,
- 1992: Teleny Oscara Wilde’a
- 1993: Leksykon kochających inaczej Andrzeja Selerowicza
- 1994: Putto Mariana Pankowskiego

Został pochowany na cmentarzu komunalnym nr 1 Miłostowo w Poznaniu.